# Hirasa
Hirasa is een geslacht van vlinders van de familie spanners (Geometridae), uit de onderfamilie Ennominae.

## Soorten
- H. approximaria Leech, 1897
- H. austeraria Leech, 1897
- H. contubernalis Moore, 1888
- H. latimarginaria Leech, 1897
- H. lentiginosaria Leech, 1897
- H. lichenea Oberthür, 1886
- H. mandarinaria Leech, 1897
- H. mesanoleuca Wehrli, 1953
- H. muscosaria Walker, 1866
- H. paupera Butler, 1881
- H. pauperodes Wehrli, 1953
- H. plagiochorda Prout, 1927
- H. provocans Wehrli, 1953
- H. punctivenaria Leech, 1897
- H. scripturaria Walker, 1866
- H. theuropides Oberthür, 1891